# Tanjung Kerang (Rambutan)
Tanjung Kerang is een bestuurslaag in het regentschap Banyuasin van de provincie Zuid-Sumatra, Indonesië. Tanjung Kerang telt 2032 inwoners (volkstelling 2010).